# Sentenhart
Sentenhart ist ein Teilort der Gemeinde Wald im Landkreis Sigmaringen in Baden-Württemberg, Deutschland.

## Geographie

### Geographische Lage
Das Dorf Sentenhart liegt etwa acht Kilometer südlich von Meßkirch. Auf der Gemarkung Sentenhart fließen zwei Bäche, der durchs Dorf fließende Auenbach und der östlich vorbeifließende Lindenbach.

### Ausdehnung des Gebiets
Die Gesamtfläche der Gemarkung Sentenhart beträgt 575,80 Hektar (Stand: 31. Dezember 2014).

## Geschichte
Sentenhart wird im Jahr 1056 in einer Schenkungsurkunde des Grafen Eberhard von Nellenburg erstmals urkundlich genannt, als dieser das Dorf an das Kloster Reichenau abtritt. Reichenau verkaufte das Dorf wiederum 1463 an die Grafen von Werdenberg, die es 1570 an das Fürstenhaus Fürstenberg vererbten. Seither gehörte das Dorf zur Reichsgrafschaft Heiligenberg. Im Jahre 1806 gelangte Sentenhart mit diesem an Baden. Im Zuge der Gemeindereform gelangte das ehemals badische Sentenhart am 1. Januar 1973 zur ansonsten aus ehemals hohenzollerischen Dörfern gebildeten Gemeinde Wald. Bis dahin gehörte Sentenhart dem Landkreis Stockach an.

### Einwohnerentwicklung
| Stand         | Einwohner |
| ------------- | --------- |
| 31. Dez. 2010 | 340       |
| 31. Dez. 2014 | 353       |

## Politik

### Ortsvorsteher
- 1999–2019: Johannes Nipp
- 2019–2024: Dieter Asbeck
- seit 2024: Steffen Stengele[5]

### Wappen
Blasonierung: In Blau eine fliegende, rot bewehrte silberne Taube, einen goldenen Ölkrug im Schnabel haltend.

## Kultur und Sehenswürdigkeiten

### Regelmäßige Veranstaltungen
- Das alljährliche Sommerfest der Freiwilligen Feuerwehr
- Sichelhenke des Musikvereins immer im September

## Wirtschaft und Infrastruktur

### Verkehr
Sentenhart liegt am westlichen Teil der heute stillgelegten Bahnstrecke Altshausen–Schwackenreute, die von den Badischen Staatseisenbahnen am 11. August 1873 eröffnet wurde, und verfügte über einen eigenen Bahnhof. 1954 wurde die Zugfolgestelle aufgehoben und in eine Haltestelle zurückgestuft. Die Deutsche Bundesbahn stellte am 26. September 1971 den Personenverkehr auf der Gesamtstrecke ein, so dass die Strecke zu einer reinen Güterverkehrsstrecke wurde, dieser wurde am 29. Mai 1983 auf dem westlichen Abschnitt zwischen Schwackenreute und Pfullendorf, in dem Sentenhart liegt, eingestellt und dieser Abschnitt abgebaut.